# Acanthormius sabahensis
Acanthormius sabahensis är en stekelart som beskrevs av Van Achterberg 1995. Acanthormius sabahensis ingår i släktet Acanthormius och familjen bracksteklar. Inga underarter finns listade i Catalogue of Life.